# Карл Линей
Карл Линей (латинизирано: Carolus Linnaeus), по-късно получил благородническа титла като Карл фон Линѐ (Carl von Linné), е шведски учен, един от бащите на съвременната екология и основоположник на съвременната таксономия, т.е. на научната класификация на организмите.
Карл Линей каталогизира около 4400 животни и 7700 растения. Той предлага видовете да се означават с 2 имена – родово и видово, записани на латински език. Така всеки организъм е точно обозначен независимо от имената му в различните езици и диалекти и по този начин той улеснява международното класифициране на организмите, на което дотогава липса стройна и удобна система, а е базирано на сложни описания на многото белези на различните видове.
През 1735 г. е публикуван неговият труд Sistema Naturae, представляващ голямоформатен том с обем от едва 12 страници. В него Линей очертава класификационна система за всички членове на „трите природни царства“ (по неговото определение) – животни, растения и минерали. Животните например той представя на две страници в шест колони, като всяка носи името на един от Линеевите класове – Четириноги, Птици, Земноводни, Риби, Насекоми, Червеи, като Четириногите са разделени на няколко разреда – Човекоподобни, Диви животни и др.; в класа на Земноводните влизат и влечугите; Червеите обхващат освен червеи, но и голи охлюви, морски мешести и т.н. Освен тези шест класа Линей отделя и половин колона на т. нар. от него „парадокси“, към които причислява митични животни като еднорог, грифон, феникс, дракон и т.н.

## Произход
Карл Линей е роден на 23 май 1707 г. в Росхулт, провинция Смоланд, Швеция. Той е първото дете на Нилс Ингемарсон Линей и Кристина Бродерсония. Баща му е първият от рода, приел постоянно фамилно име. Предците му използват традиционната за скандинавските страни система от бащини имена. Нилс е кръстен Ингемарсон по името на баща му Ингемар Бенгтсон. Когато постъпва в Университета на Лунд, на Нилс се налага да приеме фамилно име. Той си избира латинизираното име Линей (Linnæus) от гигантската липа (на шведски: lind), която расте в семейната ферма. На латиница името се изписва с графемата æ, която и синът Карл използва в ръкописите и публикациите си.
Нилс Линей произхожда от род на дребни фермери и свещеници. Самият Нилс е любител-ботаник, лютерански свещеник и помощник-пастор на селцето Стенброхулт в Смоланд. Майката, Кристина, е дъщеря на пастора на Стенброхулт, Самуел Брадерсоний. След Карл тя ражда на Нилс още три дъщери и един син – Самуел (който впоследствие наследява енорията на баща си и написва ръководство по пчеларство). Година след раждането на Карл умира дядо му Самуел и Нилс става енорийски свещеник на Стенброхулт. Семейството се премества да живее от къщата на помощник-пастора в къщата на главния енорийски свещеник.

## Образование

### Ранни години
Още като съвсем малък Карл проявява любов към растенията и най-вече цветята. Когато е разстроен, му дават да си играе с цвете и той се успокоява. Нилс прекарва много време в градината си, като често показва цветя на Карл и му казва имената им, а скоро му отделя и няколко лехи, където сам да отглежда растения.
Бащата на Линей започва да му преподава латински, религия и география още в ранна възраст. Съществува сведение, че поради ползването на латински за разговори в семейството, Карл научава латински по-рано от шведски. Когато Линей е на седем, баща му решава да му наеме частен учител. Родителите се спират на Йохан Теландер, син на местен дребен земевладелец. Линей не го харесва и пише в автобиографията си, че на Теландер „му се отдава повече да задушава детските дарби, отколкото да ги развива“.
След две години частни уроци, през 1717 г., изпращат Карл в прогимназията във Векшьо. Той рядко се занимава с училищните си уроци, а предпочита да се разхожда извън града и да търси растения. На петнадесет години започва последния клас на прогимназията, воден от директора на училището Даниел Ланерус, който също се интересува от ботаника. Ланерус забелязва интереса на Линей към ботаниката и му позволява да се занимава в собствената му градина. Той също така го представя на Йохан Ротман, главен лекар на провинция Смоланд и преподавател в гимназията на Векшьо. Д-р Ротман, който също е ботаник, разширява интереса на Линей към ботаниката и му помага да развие интерес и към медицината.
Линей постъпва в гимназията на Векшьо през 1724 г., като там изучава главно гръцки, иврит, теология и математика по учебна програма, предназначена за момчета, които се подготвят за свещеничество. През 1726 г., по време на последната учебна година на Карл в гимназията, баща му се среща с преподавателите и с изненада научава мнението им, че момчето никога няма да стане учен. Интересите му са насочени изцяло към ботаниката, а напредъкът му в науките, необходими за ръкополагане в пасторство, е толкова слаб, че съветват бащата да му намери място като чирак при шивач или обущар. Единствено д-р Ротман смята, че Линей би могъл да има бъдеще в областта на медицината. Лекарят предлага Карл да живее при семейството му във Векшьо и да му преподава физиология и ботаника. Нилс се съгласява. Ротман убеждава Линей, че ботаниката е сериозна наука. Той научава Карл как се класифицират растенията по системата на Турнфор. Линей се запознава и с половете при растенията по трудовете на Себастиян Ваян. През 1727 г., на 21-годишна възраст, се записва в университета в Лунд, провинция Сконе. Регистрира се като Carolus Linnæus, латинската форма на пълното му име, което използва и по-късно при публикациите си на латински. Местният лекар Килиан Стобеус предлага на Линей индивидуални уроци и квартира, както и използването на неговата библиотека, която съдържа много книги по ботаника. Предоставя му и безплатен достъп до своите лекции. В свободното си време Линей изследва флората на Сконе заедно с други студенти, споделящи научните му интереси.

### Университети
През август 1728 г. Линей решава да се премести в Упсала, по съвет на Ротман, който смята, че тамошният университет е по-подходящ за едновременното изучаване на медицина и ботаника. Мнението на Ротман се основава на двама професори, които преподават в медицинския факултет в Упсала – Олоф Рудбек младши (1660 – 1740) и Ларс Роберг (1664 – 1742). Въпреки че Рудбек и Роберг несъмнено са добри професори, по това време те вече са доста възрастни и не се интересуват много от преподаване. Рудбек вече не чете публични лекции и използва заместници. Качеството на лекциите по ботаника, зоология, фармакология и анатомия не е твърде високо. Поради липса на средства, животът на Линей в Упсала е тежък, докато през 1729 г. не се запознава с Олоф Целзий (1670 – 1756). Целзий е професор по теология и любител ботаник, който по това време работи върху своя труд Hierobotanicon, завършен близо двадесет години по-късно. Целзий, впечатлен от знанията на Линей и ботаническите му колекции, предлага на младежа храна и квартира, както и достъп до неговата библиотека – една от най-богатите ботанически библиотеки в Швеция.
През този период Линей попада на критическа студия върху труда на Себастиян Ваян Sermo de Structura Florum (Лайден, 1718), която в крайна сметка ще доведе до създаването на неговата изкуствена система за класификация на растенията. Книгата го подтиква да започне да изучава тичинките и плодниците на цветовете. След като се сдобива и с произведението на Валин Γάμος φύτων, sive Nuptiae Arborum Dissertatio (Упсала, 1729), Линей пише кратък трактат за половете при растенията „Въведение в сгодяването на растенията“ (Praeludio Sponsaliorum Plantarum). Ръкописът привлича вниманието на Рудбек и през май 1730 г. той избира Линей да изнася лекции вместо него, въпреки че Карл е все още студент втори курс. Лекциите на Линей са популярни и често на тях присъстват около 300 души. През юни той се мести да живее в къщата на Рудбек, за да обучава най-малките три от децата му. Приятелството на Линей с Целзий не отслабва и те продължават своите ботанически експедиции. През зимата Линей започва да се съмнява в системата за класификация на Турнфор и решава да създаде своя. Идеята му е растенията да се разделят по броя на тичинките и плодниците. Той започва да пише няколко книги, сред които са и публикуваните по-късно Genera Plantarum и Critica Botanica. Под негово ръководство университетската ботаническа градина е напълно реорганизирана и обогатена с множество редки видове. През този период той написва и Adonis Uplandicus за растенията в ботаническата градина.
През март 1731 г. в университета се завръща с диплома по медицина Нилс Розен (1706 – 1773) – бивш асистент на Рудбек. Розен започва да чете лекции по анатомия и се опитва да поеме и лекциите по ботаника на Линей, но Рудбек не позволява. До декември Розен преподава на Линей частни уроци по медицина. През декември, поради „несъгласие“ със съпругата на Рудбек, се налага Линей да се изнесе от къщата на своя ментор, но отношенията му с професора изглежда остават добри. За Коледа Линей се прибира в Стенброхулт, за да посети родителите си за пръв път след три години отсъствие. Майка му съжалява, че не е успял да стане свещеник, но с удоволствие научава за успеха му като преподавател в университета.

## Пътешествия и проучвания

### Експедиция в Лапландия
Докато е при родителите си, Линей споделя плановете си за пътуване до Лапландия. Рудбек прави такова пътешествие през 1695 г., но подробните резултати от изследванията му са унищожени при пожар седем години по-късно. Линей се надява да открие нови растения, животни и евентуално ценни минерали. Той се интересува от обичаите на местното номадско население, което отглежда стада от северни елени по обширните тундри на Скандинавия. През април 1732 г. Линей печели субсидия за експедицията си от Кралското научно общество в Упсала.
Линей потегля от Упсала през май 1732 г. Пътува пеш и на кон, като носи със себе си дневник, ботанически и орнитоложки ръкописи и листове хартия за хербаризиране на растения. В околностите на Йевле открива огромни популации от цветето Campanula serpyllifolia (по-късно известно като Linnaea borealis), което става любимото му растение. Понякога той слиза от коня да разгледа цвете или скала, като проявява особен интерес към мъховете и лишеите. Лишеите представляват основната храна на северните елени, животно широко разпространено в Лапландия.
Линей обикаля по часовниковата стрелка крайбрежието на Ботническия залив, като при Умео, Люлео и Торньо навлиза и дълбоко във вътрешността. Завръща се от шестмесечното си пътешествие през октомври, след като е изминал над 2000 km и е събрал и наблюдавал много растения, птици и скали. Въпреки че Лапландия е район с ограничено биоразнообразие, Линей описва около 100 неидентифицирани дотогава растения. Изследванията си описва в книгата Flora Lapponica (Амстердам, 1737).
Във Flora Lapponica Линей за първи път прилага на практика своите идеи за номенклатура и класификация. Монографията обхваща 534 вида, като използва линеевската система за класификация и включва географско разпространение и таксономични бележки за описаните видове. Огюстен Пирам дьо Кандол посочва Flora Lapponica на Линей като първия пример в ботаническия жанр на регионалната „Флора“. Ботаническият историк Едуард Грийн описва Flora Lapponica като „най-класическото и възхитителното“ от произведенията на Линей.
Също по време на тази експедиция Линей е осенен от идея за класификацията на бозайниците. Забелязвайки долна челюст на кон край пътя, докато пътува, Линей отбелязва:
| „ | Ако само знаех, колко и какви зъби има всеки животински вид, колко сукални зърна и къде са разположени, може би щях да мога да разработя напълно естествена система за подреждане на всички четириноги. | “ |

Пътеписът му за експедицията е публикуван на английски през 1811 г. от Сър Дж. Ед. Смит под заглавие Lachesis Lapponica.

### Даларна
През 1734 г. Линей ръководи експедиция на малка група студенти до Даларна. Целта на финансираната от губернатора на Даларна експедиция е каталогизиране на вече познатите природни ресурси и откриване на нови, съчетано с индустриален шпионаж на норвежкия рудодобив в Рьорос.

### Докторат
В Упсала отношенията на Линей с Нилс Розен се влошават и затова той с радост приема поканата да прекара Коледа във Фалун със семейството на студента Клас Солберг. Бащата на Солберг е минен инспектор и разрешава на Линей да посети мините край Фалун. Солберг старши предлага на Линей да отпътува със сина му за Холандската република, като там продължи да му преподава частни уроци на годишна заплата. По това време Холандската република е едно от най-престижните страни за изучаване на природните науки и обичайното място за шведите за защитаване на докторска степен. Линей, който се интересува и от двете, приема предложението.
През април 1735 г. Линей и Солберг потеглят за Холандия, където Линей възнамерява да получи докторска степен по медицина от Университета в Хардервик. Пътьом те се отбиват в Хамбург, където се срещат с кмета, който гордо им показва притежавано от него чудо на природата – препарирана седемглава хидра. Линей бързо установява, че „чудото“ е фалшификат – челюсти и лапи с нокти от невестулки са залепени заедно със змийски кожи. Историята на „хидрата“ дава на Линей основание да предполага, че тя е изработена от монаси, като илюстрация на единия звяр от Откровението на свети Йоан Богослов. Въпреки че това може да разгневи кмета, Линей огласява разкритията си и проваля плановете на градоначалника да продаде „хидрата“ за огромна сума. Опасявайки се от отмъщение, Линей и Солберг спешно напускат Хамбург.
Щом пристига в Хардервик, Линей незабавно започва да работи за доктората си. По това време Хардервик е известен с присъждането на „моментални“ научни степени, дори за срокове от порядъка на една седмица. Той първо предава една дисертация за причинителите на маларията, която е написал още в Швеция, а след това я защитава в публичен дебат. Следващата стъпка е да се издържи устен изпит и да се диагностицира пациент. След по-малко от две седмици, на 28-годишна възраст, Линей получава дипломата си и става лекар. През лятото Линей се среща с приятеля си от Упсала Петер Артеди. Преди отпътуването си от Упсала, Артеди и Линей са си обещали, ако един от тях умре, другият да довърши научната му работа. Десет седмици по-късно, Артеди се удавя в един от каналите на Амстердам и оставя недовършен ръкопис за класификацията на рибите, който Линей завършва.

### Публикуване наSystema Naturae
Един от първите учени, с които Линей се среща в Холандия, е Ян Фредрик Гроновиус (1690 – 1762). На него Линей показва един от ръкописите, които е донесъл със себе си от Швеция. Ръкописът описва нова система за класифициране на растенията. Гроновиус е силно впечатлен и предлага да финансира публикуването на книгата. С допълнителна парична подкрепа от шотландския лекар Исак Лоусън, ръкописът е отпечатан под заглавието Systema Naturae.
В Лайден Линей се запознава и с един от най-уважаваните лекари и ботаници в Холандия Херман Бурхаве (1668 – 1738), който се опитва да го убеди да остане да прави кариера там. Бурхаве предлага на Линей експедиция до Южна Африка и Америка, но той отказва с твърдението, че няма да може да понесе горещия климат. Вместо това Бурхаве убеждава Линей да посети ботаника Йоханес Бурман (1707 – 1780), професор по ботаника в Амстердам. Бурман, впечатлен от познанията на госта си, предлага Линей да остане с него през зимата. По време на престоя си, Линей помага на Бурман с неговия Thesaurus Zeylanicus. Бурман от своя страна помага на Линей с Fundamenta Botanica и Bibliotheca Botanica.

### Георг Клифорд
През август, по време на престоя на Линей при Бурман, той се запознава с Георг Клифорд III (1685 – 1760), банкер, член на борда на директорите на Холандската източноиндийска компания и собственик на богата ботаническа градина в имението Хартекамп в Хемстеде. Клифорд е много впечатлен от способността на Линей да класифицира растенията и го кани да му стане личен лекар и управител на градината. Линей вече се е съгласил да работи за Бурман през зимата и затова не може да приеме веднага. Клифорд обаче предлага да компенсира Бурман като му подари екземпляр от една рядка книга – „Природата на Ямайка“ от сър Ханс Слоун и Бурман се съгласява. На 24 септември 1735 г. Линей става уредник на ботаническата градина и домашен лекар на имението Хартекамп, като има разрешение да купува всяка книга или растение, които пожелае.
През юли 1736 г. Линей пътува до Англия за сметка на Клифорд. Посещава Лондон, за да се срещне с колекционера сър Ханс Слоун и да разгледа неговата природонаучна сбирка. Линей посещава ботаническата градина за лечебни растения в Челси и запознава нейния главен уредник Филип Милър (1691 – 1771) със своята система за класифициране на растенията, описана в Systema Naturae. Милър е впечатлен и оттогава започва да подрежда градината според системата на Линей. Линей пътува и до Оксфордския университет, за да посети ботаника Йохан Якоб Дилениус (1687 – 1747), който отначало е резервиран, но след това напълно променя отношението си и го задържа цял месец. След това Линей се връща в Хартекамп, като донася със себе си много екземпляри от редки растения. На следващата година той публикува Genera Plantarum, в която описва 935 рода растения, а скоро след това печата допълнението Corollarium Generum Plantarum с още шестдесет рода.
Работата на Линей в Хартекамп води до публикуването на още една книга – Hortus Cliffortianus, каталог на колекцията от хербаризирани и живи растения в ботаническата градина на Клифорд. Книгата е написана за девет месеца и е завършена през юли 1737 г., но е публикувана през 1738 г. По време на съставянето ѝ той се „забавлява“ с написването на Critica Botanica, също отпечатана в Холандия. Този напрегнат и непрестанен труд дава отражение върху здравето му. Атмосферата в Холандия го потиска и въпреки всички молби на Клифорд да остане, на 18 октомври 1737 г., той напуска имението и потегля към Швеция. По пътя, поради заболяване и по молба на приятели, остава още няколко месеца в Лайден, където публикува Classes Plantarum (1738). На път за вкъщи, той се отбива за около месец и в Париж, където се среща с Бернар и Антоан дьо Жусийо и накрая отплава за Швеция от Руан. След завръщането си Линей никога вече не напуска Швеция.

### Завръщане в Швеция
Линей се завръща в Швеция на 28 юни 1738 г. и отива във Фалун, където се сгодява за Сара Елизабет Мореа. Три месеца по-късно се мести в Стокхолм, за да търси работа като лекар, с която да може да издържа семейство. За пореден път Линей си намира покровител – запознава се с граф Карл Густав Тесин, който му помага да започне работа като лекар към Адмиралтейството. По време на този период в Стокхолм, Линей става съосновател на Кралската шведска академия на науките. Чрез жребий той е определен за първи президент на академията.
Тъй като доходите му са нараснали и вече са достатъчни, за да издържа семейство, той получава разрешение да се ожени за годеницата си. Бракосъчетанието им е на 26 юни 1739 г., а седем месеца по-късно Сара ражда първия им син – Карл. Две години по-късно им се ражда дъщеря Елизабет Кристина, а на следващата година – Сара Магдалена, която умира на 15-дневна възраст. По-късно Сара и Линей имат още четири деца: Ловиза, Сара Кристина, Йоханес и София.
През май 1741 г. Линей е назначен за професор по медицина в Университета в Упсала, първоначално с профил обща медицина. Скоро той успява да размени мястото си с другия професор по медицина, Нилс Розен и поема профила ботаника и естествена история. Така той получава и управлението на ботаническата градина, която основно реконструира и разширява. През октомври на същата година съпругата му и деветмесечният му син идват да живеят при него в Упсала.

### По-нататъшно изследване на Швеция
Десет дни след като е назначен за професор, Линей предприема експедиция до островните провинции Йоланд и Готланд с шестима студенти от университета, за да търсят лечебни растения. Първо пътуват до Йоланд и остават там до 21 юни, когато отплават за Висбю на Готланд. Линей и студентите прекарват на Готланд около месец, след което се връщат в Упсала. По време на експедицията са открити 100 преди неописани растения. Наблюденията от експедицията по-късно са публикувани на шведски като Öländska och Gothländska Resa (1745). Подобно на Flora Lapponica книгата съдържа както зоологически и ботанически, така и етнографски наблюдения. През лятото на 1745 г. Линей публикува още две книги: Flora Suecica – строго ботаническа книга, и Fauna Suecica – зоологическа. Андерс Целзий създава температурната скала, кръстена на него през 1742 г. Скалата на Целзий е обърната в сравнение с днешната, като точката на кипене е 0 °C, а точката на замръзване е 100 °C. През 1745 г. Линей обръща скалата към настоящия ѝ вид.
През лятото на 1746 г. Линей отново е нает от правителството да извърши експедиция, този път до шведската провинция Вестерйотланд. Той тръгва от Упсала на 12 юни и се връща на 11 август. Основният му спътник е студентът Ерик Густав Лидбек, който го придружава и по време на предишното пътешествие. Линей описва резултатите от експедицията в книга Wästgöta-Resa (Стокхолм, 1747). След завръщането му от пътуването, правителството решава Линей да предприеме още една експедиция – до най-южната провинция Сконе. Това пътуване е отложено, тъй като Линей е твърде зает.
През 1747 г. Линей е удостоен от шведския крал Адолф Фридрих с титлата архиатър или главен лекар – знак на голямо уважение. През същата година той е избран за член на Академията на науките в Берлин. През 1748 г. издава Hortus Upsaliensis, която показва, че той е добавил над 1100 растителни вида към отглежданите в университетската градина на Упсала. През пролетта на 1749 г. Линей в крайна сметка осъществява пътуването до Сконе, отново по поръка на правителството. Със себе си той взема своя студен Олоф Сьодерберг. По пътя към Сконе Линей прави последното си посещение в Стенброхулт, за да се види с братята и сестрите си, тъй като баща му е починал през предходната година. Експедицията е подобна на предишните пътувания в повечето аспекти, с изключение на поръчението да намери най-подходящото място за отглеждане на орехови дървета и шведски сорбус (Sorbus intermedia), дървесината на които се използва от военните при производството на пушки. Пътуването е успешно и наблюденията на Линей са публикувани със заглавие Skånska Resa (Стокхолм, 1751).

## Ректор на Университета в Упсала
През 1750 г. Линей става ректор на Университета в Упсала и това дава началото на период на разцвет на природните науки там. Може би най-важният му принос към науката по време на престоя в Упсала е да преподава, като много от неговите студенти пътуват по света и събират ботанически материали. Линей нарича най-добрите от студентите си свои „апостоли“. Лекциите му обикновено са много популярни и често се провеждат в ботаническата градина. Той се опитва да научи студентите да мислят самостоятелно и да не приемат безкритично никакви авторитети, дори и самия него. Дори по-популярни от лекциите му са ботаническите екскурзии, провеждани всяка събота през лятото, по време на които Линей и неговите студенти изследва флората и фауната в района на Упсала.
През 1750 г. вижда бял свят Philosophia Botanica, съдържаща коментар на аксиомите, публикувани от него през 1735 г. във Fundamenta Botanica и записана под диктовка от студента му П. Лофлинг (1729 – 1756), докато професорът е на легло поради пристъп на подагра. Най-важният му труд от този период е Species Plantarum (Стокхолм, 1753), където видовите имена са напълно приложени. През същата година Линей е посветен за рицар на „Полярната звезда“, като това е първият път, когато човек на науката е удостоен с тази чест в Швеция. През 1755 г. той е поканен от краля на Испания да се установи в тази страна, с висока заплата, както и пълна свобода на съвестта, но той отказа с мотива, че каквито и таланти да притежава, те трябва да бъдат посветени в служба на неговата родина. Вместо него заминава Лофлинг. На този етап Линей вече има възможност да закупи именията Сафя и Хамарби, като в последното издига музей от камък, за да е защитен от пожар. Неговите лекции в университета привличат хора от всички краища на света, а нормалният брой на студентите в Упсала от петстотин, докато той е професор по ботаника, нараства на хиляда и петстотин. През 1761 г. Линей получава благороднически сан, валиден със задна дата от 1757 г. и приема името Карл фон Лине. За негова голяма радост растението чай е въведено успешно в Европа през 1763 г., същата година, в която единственият му жив син Карл (1741 – 1783) получава разрешение да стане академичен асистент на баща си и да се подготвя за негов приемник.
На 60 години Линей започва да губи паметта си. През 1774 г. получава мозъчен инсулт, който отслабва организма му, а 2 години по-късно получава пареза на дясната страна на тялото. Умира на 10 януари 1778 г. в Упсала и е погребан в градската катедрала.